# アダム・バーチ
アダム・バーチ（Adam Birch、1979年7月18日 - ）は、アメリカ合衆国のプロレスラー。ジョーイ・マーキュリー（Joey Mercury)というリングネームでWWEで活動中。

## 来歴
1996年6月12日にプロレスデビュー。デビュー時のリングネームはジョーイ・マシューズ（Joey Matthews）であった。マット・ハーディー、ジェフ・ハーディー兄弟のオメガレスリングにも一時期所属していたことがある。クリスチャン・ヨークとのタッグチーム、バッドストリート・ボーイズを結成し、2000年にECWデビュー。WWEと契約してOVWに所属。そこでジョニー・ナイトロ、メリーナとMNMを結成、同時にリングネームを現在のジョーイ・マーキュリーへと改めた。
2005年にスマックダウンに初登場。同年4月21日にレイ・ミステリオ、エディ・ゲレロ組からWWEタッグ王座を奪い、以降タッグ戦線の主要チームの一員として活動。Judgment Day 2006にてポール・ロンドンとブライアン・ケンドリックのタッグにタッグ王座を奪われるまで続いた。

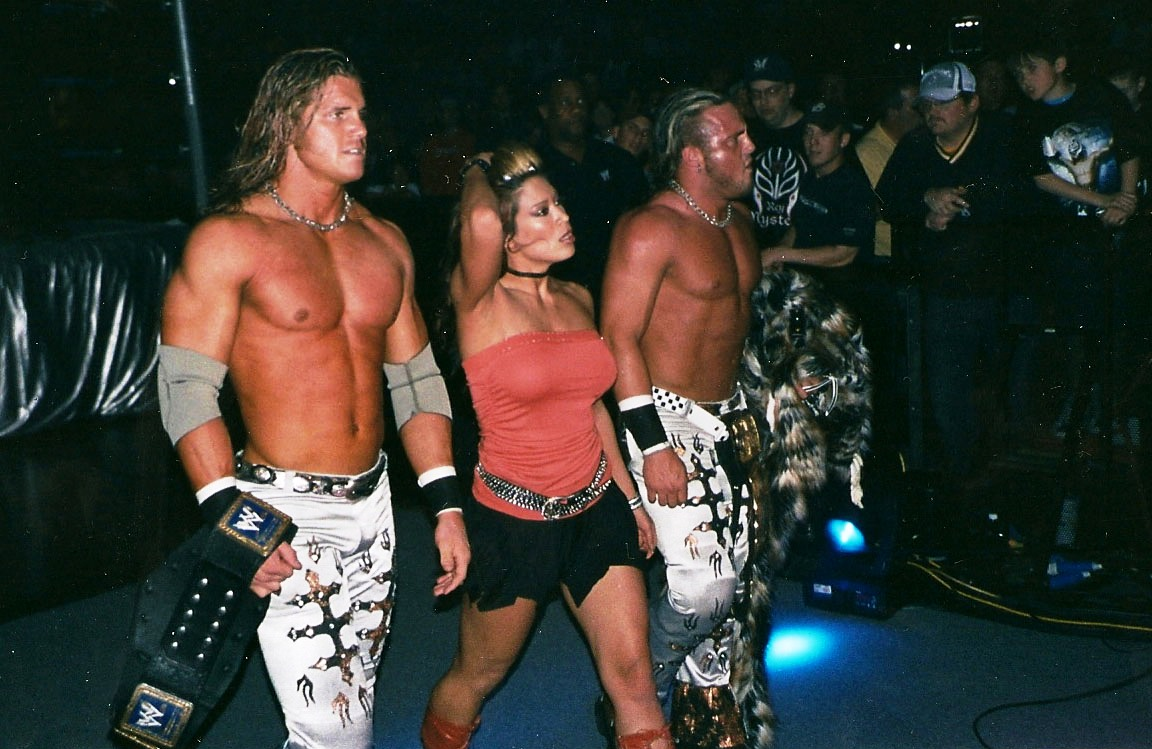
MNM時代（右）

2006年のアルマゲドンにおいてフェイタル4ウェイラダー・マッチ形式WWEタッグ王座戦において、マット&ジェフのハーディーズの梯子を使用したイベント・オメガを受ける際の事故で顔を負傷し、鼻を骨折し片目を失明しかけた。しかし数週間後には試合に復帰。WWEに限らずプロレスのファンは激しく負傷したレスラーにはヒール・ベビーを問わず大きく声援を送るのが通例になっており、これを切っ掛けにベビーターンをするヒールレスラーも多いが、フェイスマスクを着用し、マットとの抗争を開始した。
ヒールとして一定の成功をおさめ、技術の上達もありWWE上層部に認められたナイトロとは対照的に、なかなか人気が出なかったため、2007年3月、WWEを解雇された。その後インディ団体に参戦していたが同8月、OVWにジョーイ・マシューズのリングネームで復帰した。
2008年の10月には怪我のため現役を引退する。
2010年の4月23日のSmackDown!のダークマッチでシェルトン・ベンジャミンとの試合で2年ぶり（WWEには3年ぶり）にリング復帰した。
この試合の2日後にベンジャミンは解雇されたため彼にとってこの試合はWWEでのラストマッチになった。
その後、リングネーム不詳の謎のマスクマンとしてCMパンク率いるストレートエッジ・ソサエティに協力していたが、2010年7月23日放送のSmackDown!のビッグ・ショー戦でマスクを剥ぎ取られた上に、実況陣のマット・ストライカーとジョシュ・マシューズの発言により正体がマーキュリーであることが明かされてしまった。4人で行動していたが、セリーナがWWEから解雇されて3人で行動することになる。
8月15日のサマースラムではストレート・エッジ・ソサエティ対ビッグ・ショーの3対1のハンディキャップ・マッチに臨むが敗北。その後から弟子たちのことを考えないパンクの自己中心的な態度が目立つようになる。9月3日で汚名返上を図ったルーク・ギャローズ対ビッグ・ショー戦でもギャローズが敗北、これでビッグ・ショーを倒せないパンクの怒りが爆発して弟子のギャローズをGTSで沈めてしまう。これによりストレート・エッジ・ソサエティは壊滅状態となり、共に行動することはほとんどなくなり、あっても仲間割れが生じるようになる。その後パンクがRAWにエッジとのトレードで移籍したためストレート・エッジ・ソサエティは完全に消滅した。
ストレート・エッジ・ソサエティが消滅して以降は出番はなくなってしまい、ダークマッチ、またはハウスショーでの試合が中心となる。12月にはFCWでのトレーナーを兼任することとなった。
2010年にプロレスから引退。以降は、WWEのスタッフとして活動。
2014年8月、Mr.マネー・イン・ザ・バンクであるセス・ロリンズのボディーガードとなり、ジェイミー・ノーブルとともにJ&Jセキュリティとしてオーソリティーの一員として乱闘に加勢するなど活動。11月24日にはロリンズ & ノーブルと組んで久々にテレビマッチに出場。ジョン・シナ & ドルフ・ジグラーと3vs2によるハンディキャップマッチを行うが敗戦した。

## 得意技
- フランケンシュタイナー
- ハングマンズ・ネックブリーカー
- ダイビング・クロスボディ
- ドロップキック
- アリウープ

謎のマスクマン時代に一度だけレイ・ミステリオに対して使用した。

## 獲得タイトル
- WWEタッグ王座 : 3回（w / ジョニー・ナイトロ）